# Smilin' Through (pel·lícula de 1922)
Smilin' Through és una pel·lícula muda estrenada el 13 de febrer del 1922 basada en l'obra de teatre homònima del 1919 escrita per Jane Cowl i Jane Murfin sota el pseudònim conjunt d'Alan Langdon Martin. La pel·lícula va ser protagonitzada per Norma Talmadge, Harrison Ford i Wyndham Standing. Va ser co-escrita i dirigida per Sidney Franklin, que també va dirigir el remake del 1932 per la Metro-Goldwyn-Mayer protagonitzat per Norma Shearer. Una tercera versió de la mateixa història es va estrenar el 1941 amb Jeanette MacDonald en el paper de Moonyeen. La pel·lícula va ser produïda per Norma Talmadge i el seu marit Joseph M. Schenck per a la companyia Norma Talmadge Film Corporation. Aquesta pel·lícula va suposar el debut de Gene Lockhart.

## Argument
A Irlanda, el dia del casament de John Carteret amb Moonyeen, Jeremiah Wayne, un dels pretendents rebutjats per Moonyeen, mata sense voler a aquesta en voler disparar sobre John. Vint anys després, Kathleen, la neboda d'en John anuncia a aquest que es vol casar amb en Kenneth, fill de Jeremiah Wayne. John se sent dominat per l'odi a tota la família dels Wayne i amargament s'oposa al casament. Ordena la neboda que no vegi mai més en Kenneth.
Arriba la primera Guerra Mundial i Kenneth, enrola com a soldat, és malferit en el camp de guerra francès. De tornada a casa, Kenneth fa creure Kathleen (que ha esperat pacientment el seu retorn) que estima una altra dona. Kathleen se sent destrossada i John, adonant-se de la seva profunda tristesa, arregla que ells es puguin casar. Amb els dos joves units de nou, John mor i es reuneix amb l'esperit de Moonyeen en el més enllà.

## Repartiment
- Norma Talmadge - Kathleen/ Moonyeen
- Harrison Ford - Kenneth Wayne/Jeremiah Wayne
- Wyndham Standing - John Carteret
- Alec B. Francis - Dr. Owen
- Glenn Hunter - Willie Ainsley
- Grace Griswold - Ellen
- Miriam Battista - Lil Mary, germana de Moonyeen
- Gene Lockhart - Rector del poble